# Metriocnemus cataractarum
Metriocnemus cataractarum is een muggensoort uit de familie van de dansmuggen (Chironomidae). De wetenschappelijke naam van de soort is voor het eerst geldig gepubliceerd in 1919 door Kieffer.